# لقدادرة (لفرامشة)
لقدادرة هو دُوَّار يقع بجماعة أولاد حمدان، إقليم الجديدة، جهة الدار البيضاء سطات في المملكة المغربية. ينتمي الدوّار لمشيخة لفرامشة التي تضم 6 دواوير. يقدر عدد سكانه بـ 217 نسمة حسب الإحصاء الرسمي للسكان والسكنى لسنة 2004.

## روابط خارجية
- البوابة الوطنية للجماعات الترابية نسخة محفوظة 12 مارس 2018 على موقع واي باك مشين.
- المندوبية السامية للتخطيط